# Chrám Vasila Blaženého
Chrám Vasila Blaženého (oficiálně Sobor ochrany přesvaté Bohorodice na rovu) je významná památka ruské architektury a součást kulturního světového dědictví. Nachází se na jihovýchodní straně Rudého náměstí v Moskvě. Jeho architektura symbolizuje spojení Ruska s Evropou i Asií. Je pojmenován po moskevském jurodivém asketovi 15. a 16. století Vasiliji Blaženém.

## Historie
Chrám byl postaven v letech 1555–1560 na příkaz Ivana Hrozného jako připomínka vítězství nad kazaňským chánem Jadegarem Mokhammadem v roce 1552. Architektem byl podle jedné verze Postnik Jakovlev, podle jiné verze jsou architekty dvě osoby – Barma a Postnik. Dle nedoložené legendy byl Jakovlev na příkaz Ivana Hrozného po dokončení prací oslepen.

## Charakteristika
Chrám se skládá z osmi víceméně samostatných kostelů, symbolizujících jednotlivé dny rozhodujících bojů o Kazaň. Čtyři z kostelů jsou osové, čtyři další jsou umístěny mezi ně.
Kostely nesou ruská jména
- Trojickoj
- Nikolaja Velikoreckogo
- Vchoda vo Ierusalim
- Kipriana i Ustiniji
- Trjoch patriarchov Konstantinopolskych
- Aleksandra Svirskovo
- Varlaama Chutyňskovo
- Grigorija Armjonskovo

Těchto osm kostelů obepíná centrální sloupovitý chrám Pokrovskoj cerkvi (Покровской церкви). Osm bočních kostelů je zdobeno původně bohatě zlacenými cibulovitými hlavami (kupolemi), centrální chrám je ukončen šatrem (ve tvaru polního stanu) a nevelkou zlacenou kopulí. Celá skupina chrámů je spojena společnými základy, perimetrickou (dříve otevřenou) galerií a vnitřními klenutými průchody.
V roce 1588 byla ke stavbě přistavěna kaple Vasilije Blaženého, která dala celé stavbě její druhé, nyní rozšířenější jméno. Celek byl završen dobudováním zvonice v roce 1670.
Chrám byl mnohokrát přestavován a rekonstruován. V 18. století byly doplněny asymetrické přístěnky a stanovité šatry nad vchody, zlacení hlav bylo nahrazeno současným tvarově bohatým barevným členěním. Současně došlo k náhradě původně bílé malby chrámu červenobílými ornamenty. V roce 1929 byl chrám bolševiky uzavřen a z věží byly sejmuty zvony. Znovu otevřen byl v roce 1990, od roku 1991 se v chrámu slouží nepravidelné bohoslužby podle pravoslavného ritu.

## Fotogalerie

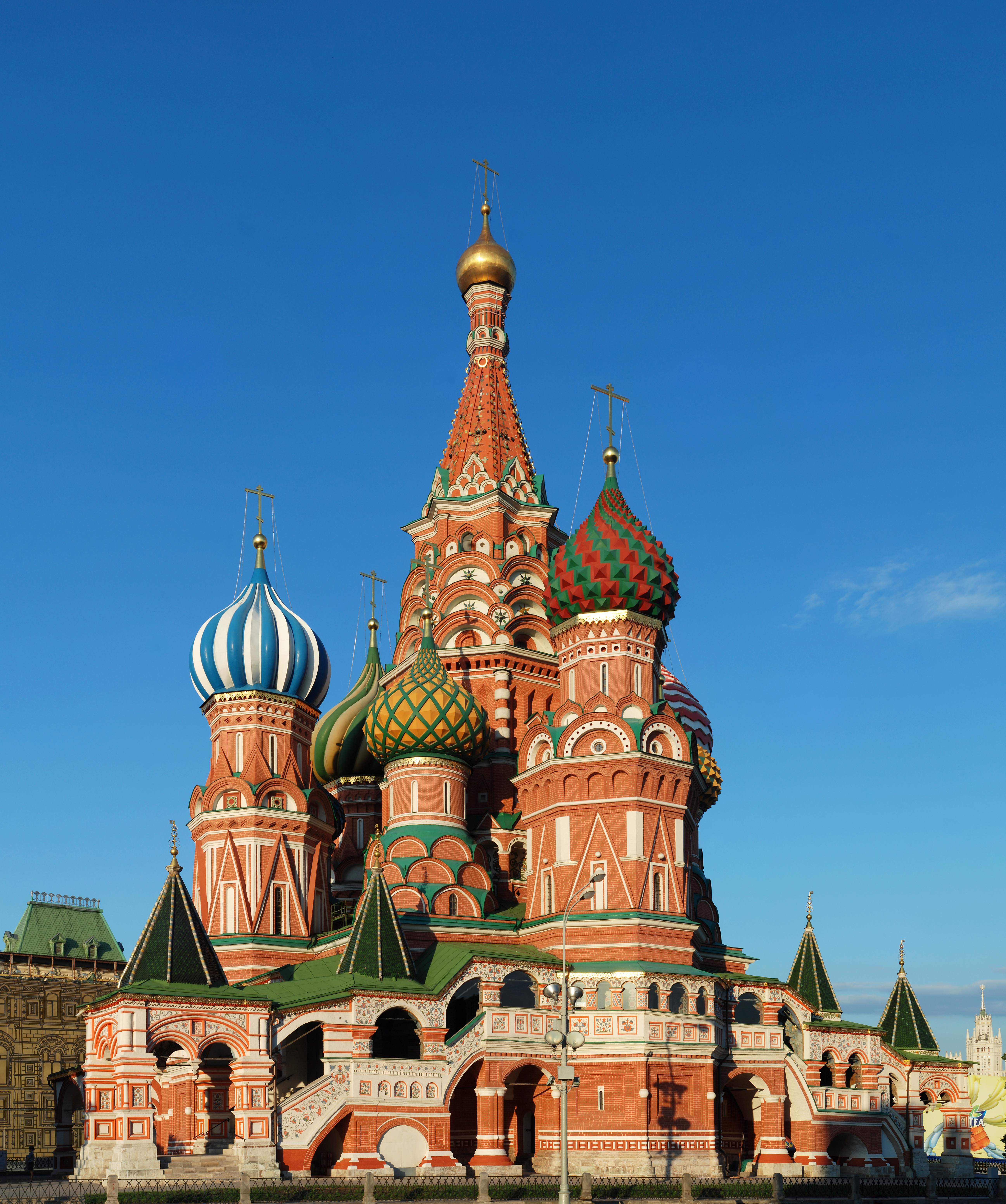
Chrám Vasila Blaženého
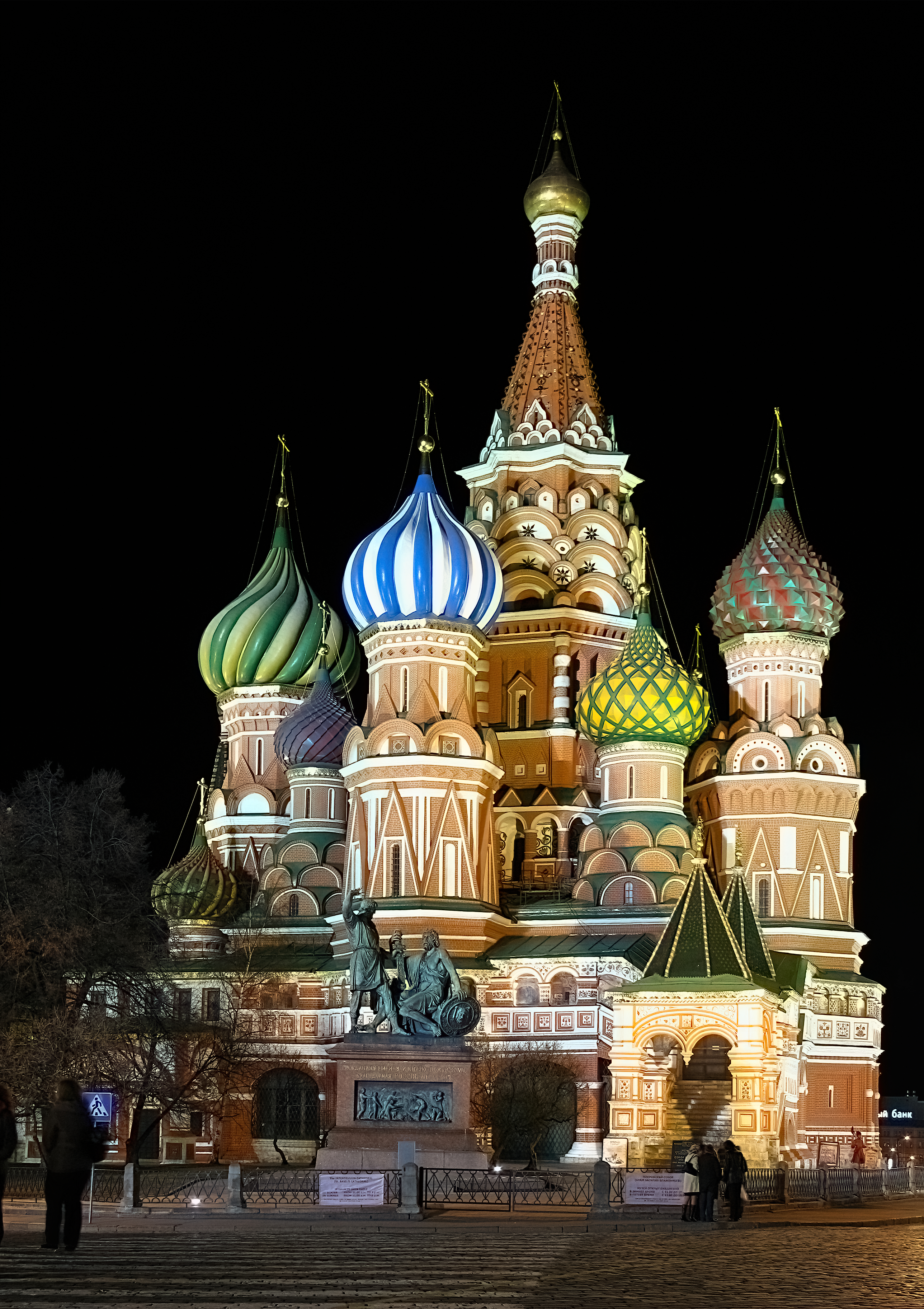
Chrám v noci
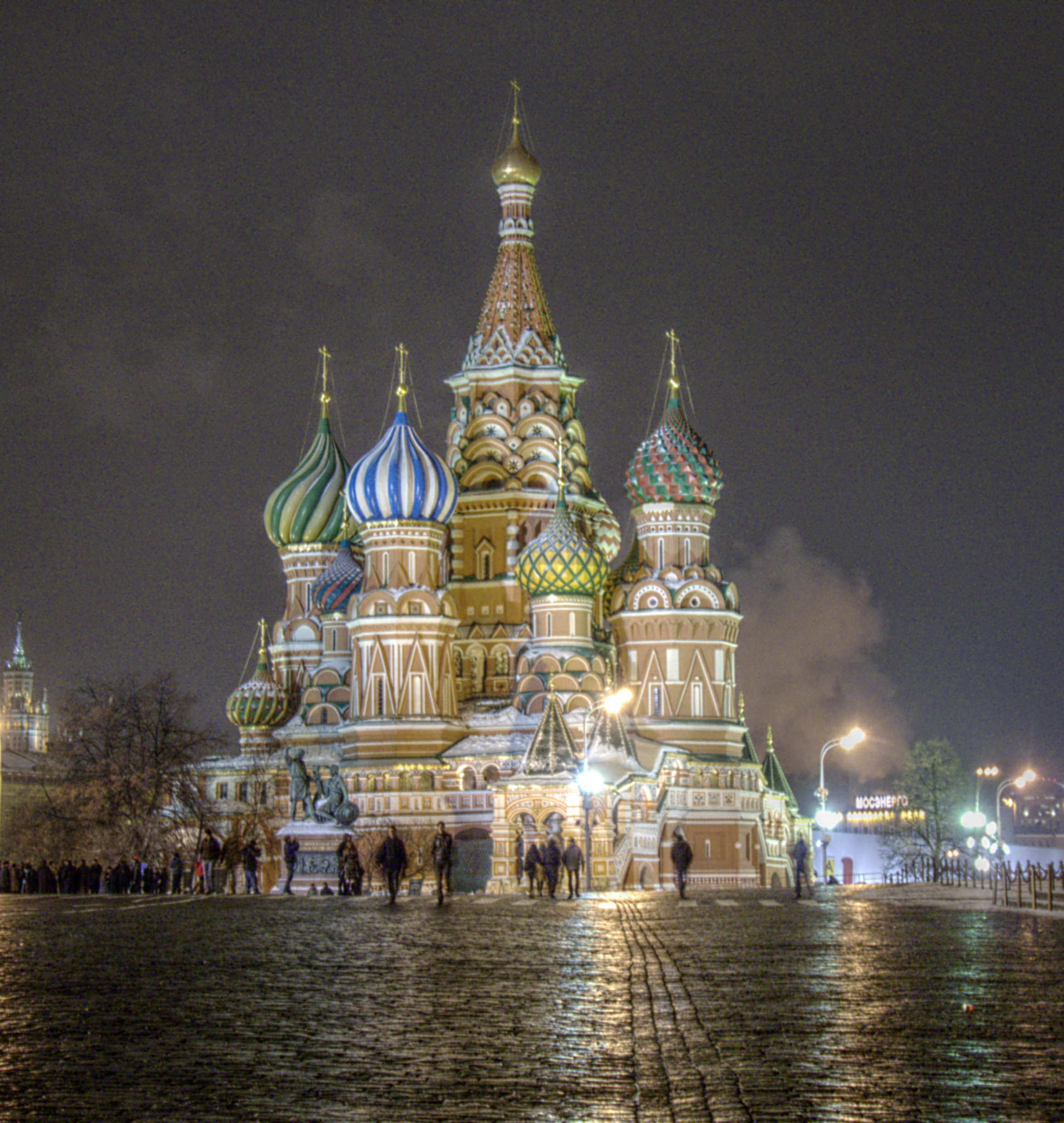
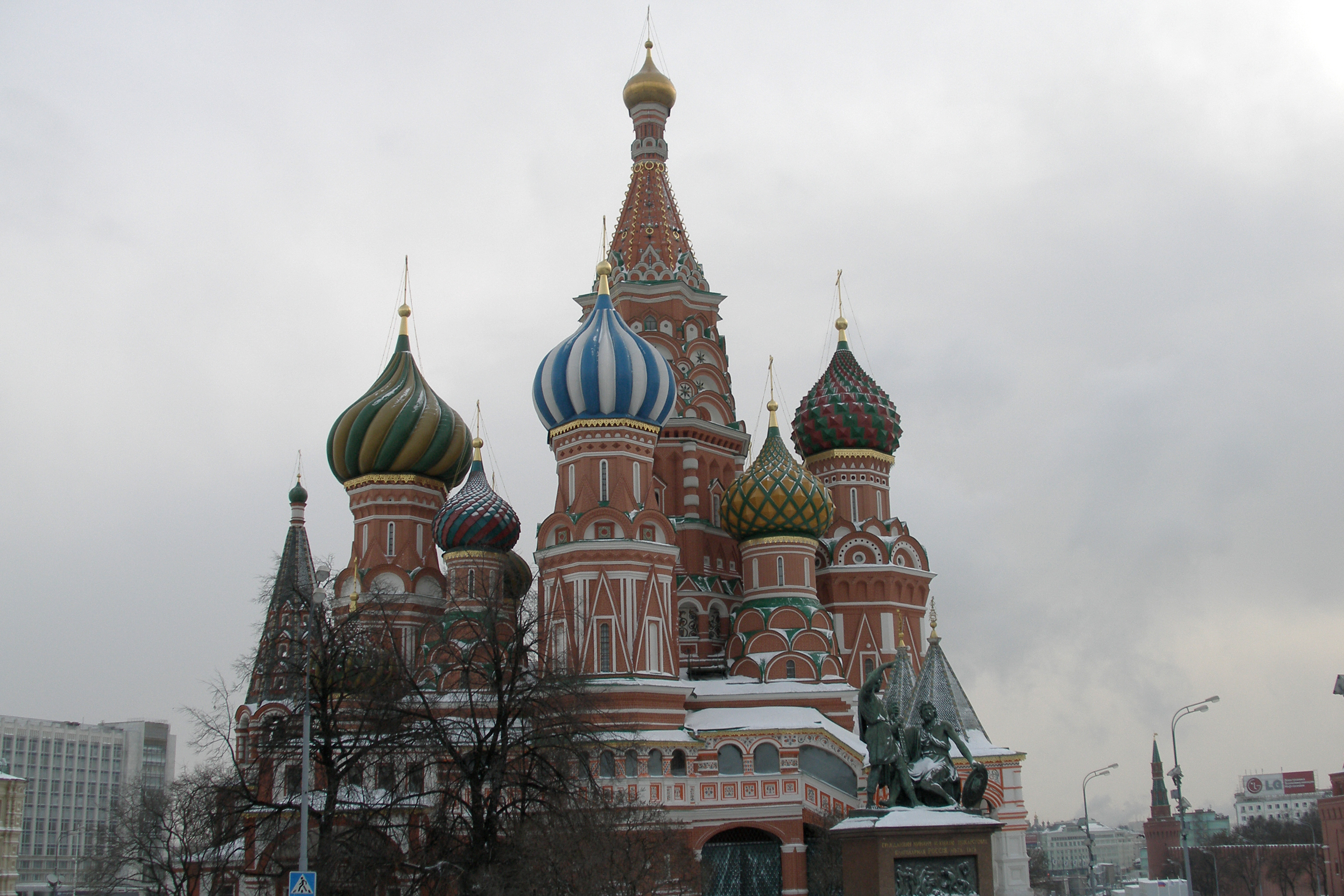
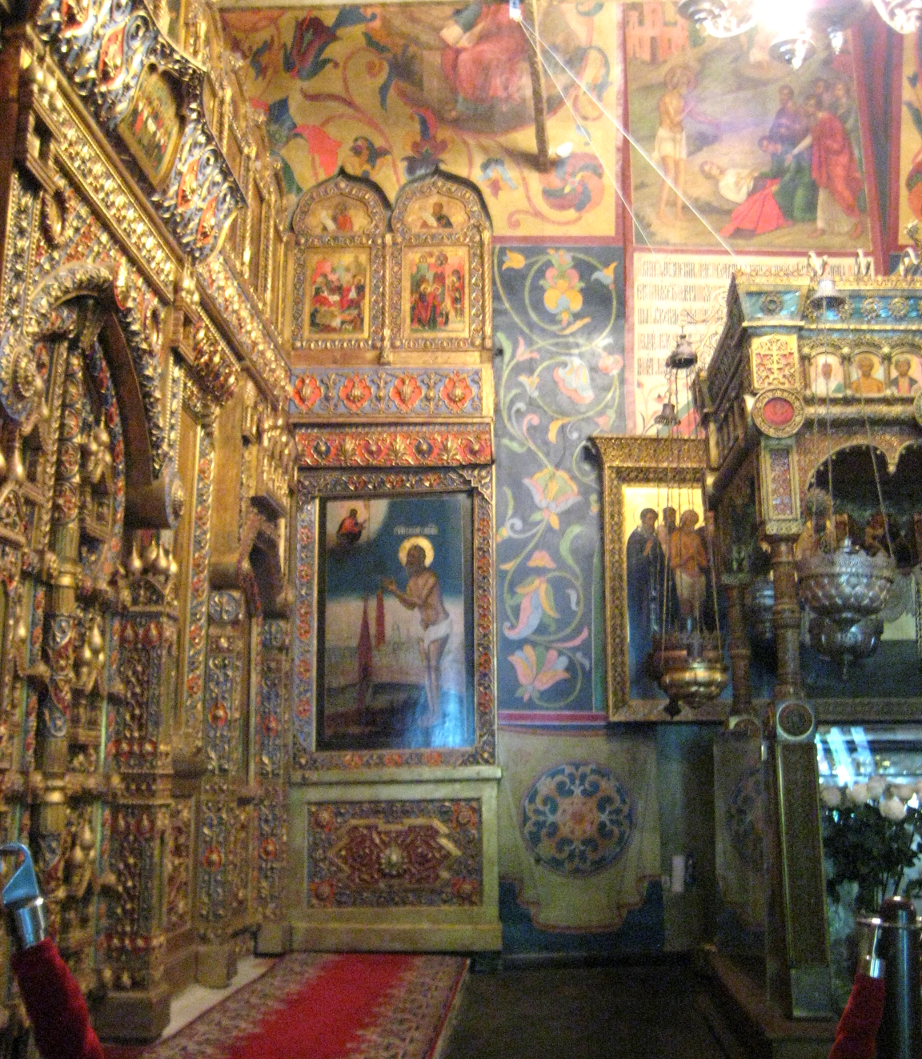